# Indépendance du Venezuela

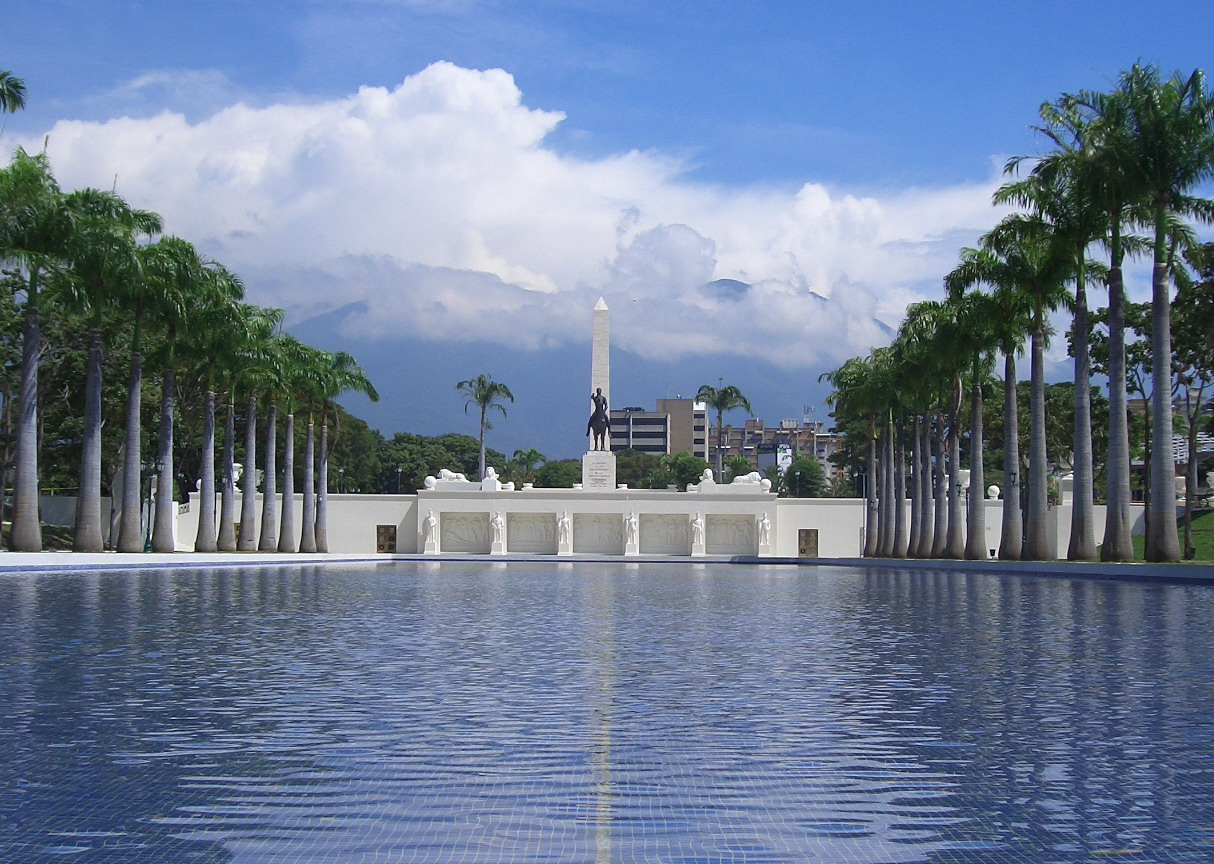
Le monument à Caracas. Inauguré en 1956 par le président Marcos Pérez Jiménez, il commémore les luttes indépendantistes d'Amérique du Sud.

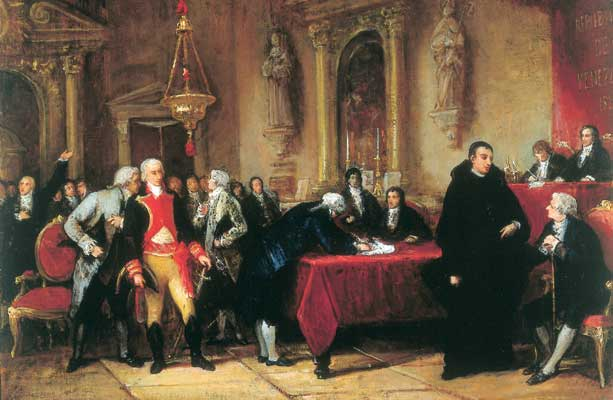
Signature de l'Acte d'indépendance du Venezuela le 30 juillet 1811, peinture de Martín Tovar (1876).

L’indépendance du Venezuela désigne le processus d'émancipation élaboré entre 1810 et 1830 qui visait à rompre les liens coloniaux existant entre le Venezuela et l'Empire espagnol, puis à s'affirmer comme entité politique. Celle-ci est proclamée conjointement avec d'autres pays de l'Amérique, qui ont obtenu leur indépendance, dans le contexte des guerres d'indépendance en Amérique du Sud. Parmi les facteurs les plus influents sont souvent mis en évidence la volonté de pouvoir des créoles qui disposaient d'un statut social et économique mais pas politique, l'introduction des idées des encyclopédistes, les Lumières et la Déclaration d'indépendance des États-Unis, la Révolution française et le règne de Joseph Bonaparte en Espagne. 

## Historique
Après une période confuse où légitimistes et républicains s'opposent, le 5 juillet 1811, un congrès élu au suffrage censitaire proclame l'indépendance du Venezuela, la république, et l'établissement des « États-Unis de Venezuela », sous l'impulsion de Francisco de Miranda et de Simón Bolívar, acte ratifié le 7 juillet et signé le 30 . Le 5 mars 1811, Cristóbal de Mendoza devient brièvement le premier représentant d'un triumvirat, directoire à sièges tournants, jusqu'au 21 mars 1812. En décembre 1811, une constitution est votée. Mais la situation se renverse quelques semaines plus tard, lorsque des troupes espagnoles débarquent à Coro, commandées par le général Domingo Monteverde. Son armée reconquiert le pays entre mars et juin 1812. À la fin de cette campagne militaire, le 25 juillet, Simón Bolívar participe à l'arrestation du général Francisco de Miranda à La Guaira, qui avait été élu par le Congrès le 26 avril comme leader maximo. La Première République est renversée, et les Espagnols reprennent le pouvoir et rétablissent la monarchie jusqu'en août 1813, moment où Simón Bolívar arrive en vainqueur à Caracas après la « Campagne Admirable » qui l'a vu traverser la Nouvelle Grenade (actuelle Colombie) et le Venezuela, entre mars et août 1813, qui lui vaut le titre de « Libertador », décerné par la municipalité de Caracas le 14 octobre 1813.

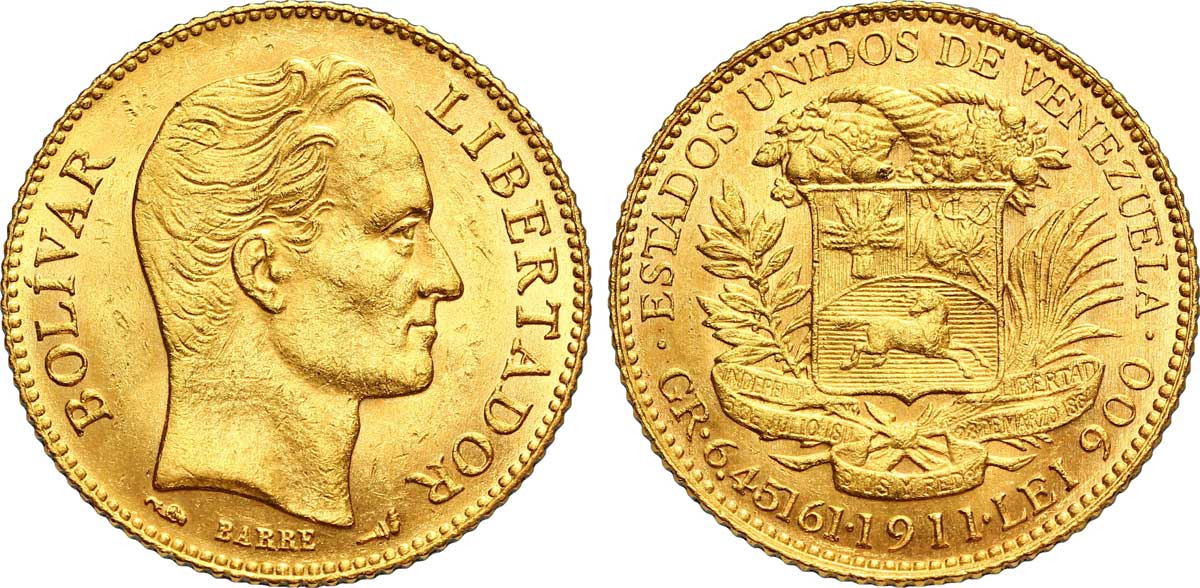
Pièce de 20 bolivars-or (1911) à l'effigie de Simon Bolivar Libertador, qui apparaît sur les monnaies depuis 1874.

La Deuxième République est proclamée en août 1813, malgré quelques victoires comme les batailles d'Araure, Bacachica, Carabobo, les troupes espagnoles épaulées par les llaneros de José Tomas Boves remportent la victoire décisive de Puerta, ce qui force Simón Bolívar et les indépendantistes à quitter Caracas. Des renforts espagnols dirigés par le général Morillo arrivent en Amérique du Sud en 1815 pour faire respecter l'autorité espagnole et organiser une répression qui prend le nom de « Régime de terreur ». En mai 1816, Simón Bolívar débarque sur l'île de Margarita après avoir rassemblé des troupes en Haïti, puis il accoste sur le continent, mais cette tentative est un échec et il doit se replier en Haïti. Il réalise une nouvelle tentative le 1er janvier 1817 avec 4 300 hommes, s'empare de l'ile d'Angustura (aujourd'hui Ciudad Bolívar), capitale de la province de Guayana, sur l'embouchure de l'Orénoque, en juillet 1817, qui conduit à la proclamation de la Troisième République.
Le 2e congrès du Venezuela y est réuni le 15 février 1819 et le Parlement créé dans la foulée la Grande Colombie par la Loi fondamentale de la République de Colombie : cette loi vise à rassembler en un même État les provinces du Venezuela, de la Nouvelle Grenade, et de Quito (les actuels pays du Venezuela, de la Colombie, de l'Équateur, et du Panama). La constitution est votée le 17 décembre 1819, et Simón Bolívar devient président et dictateur militaire d'un immense territoire.
Après un bref armistice signé avec le gouvernement libéral espagnol en novembre 1820, la guerre reprend en avril 1821. Le pays affirme encore son indépendance par la victoire décisive de Carabobo le 24 juin 1821. Bolívar entre en vainqueur à Caracas le 29 juin 1821. La dernière bataille menée pour l'indépendance de la Grande Colombie se déroula le 24 juillet 1823, le lac Maracaibo fut le théâtre d'une bataille navale entre les indépendantistes menés par l'amiral José Prudencio Padilla et les Espagnols menés par Ángel Laborde.
Cependant, quelques années plus tard, avec la montée de mouvements séparatistes amorcés en avril 1826, le Venezuela est l'un des trois pays qui émerge de l'effondrement de la Grande Colombie, sécession déclarée par la proclamation de la constitution du 20 janvier 1830 par le général José Antonio Páez, qui a mené la guerre dans les Llanos, et qui devient le 6 mai président de la République du Venezuela.
Le 30 mars 1845, l'Espagne reconnaît de jure l'indépendance du Venezuela et les deux pays signent un traité de paix et d'amitié, mettant fin à trente-cinq années de conflits.